# Colotis elgonensis
Colotis elgonensis är en fjärilsart som först beskrevs av Sharpe 1891.  Colotis elgonensis ingår i släktet Colotis och familjen vitfjärilar.
Artens utbredningsområde är Kenya. Inga underarter finns listade i Catalogue of Life.

## Bildgalleri

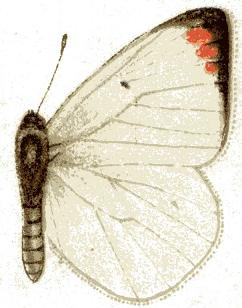
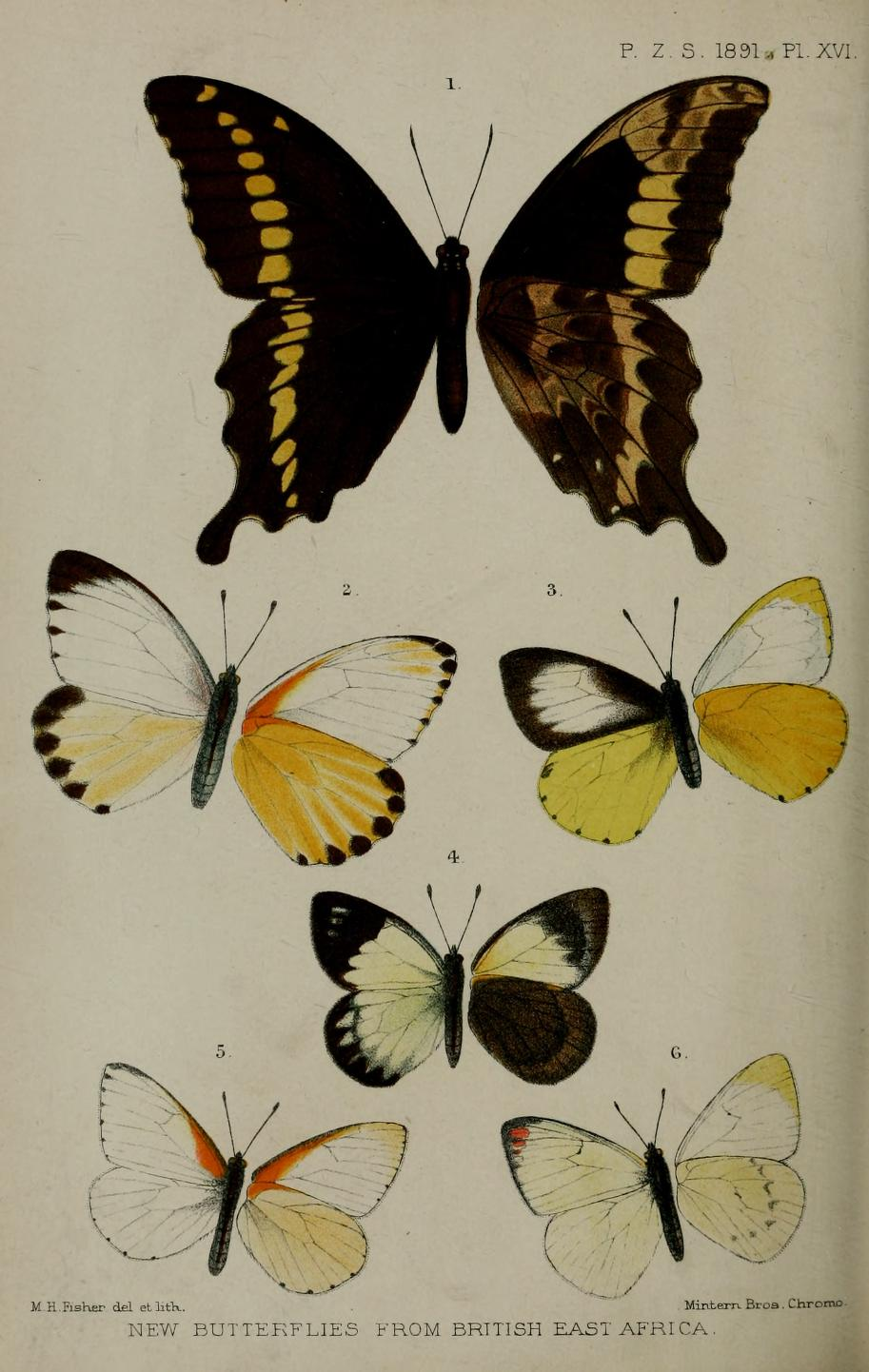